# Đập Itaipu
Đập Itaipu (tiếng Bồ Đào Nha: Barragem de Itaipu, tiếng Tây Ban Nha: Represa de Itaipú; phát âm tiếng Bồ Đào Nha: [itɐjˈpu], phát âm tiếng Tây Ban Nha: [itaiˈpu]) là một đập thủy điện trên sông Paraná nằm ở biên giới giữa Brazil và Paraguay.
Cái tên "Itaipu" được lấy từ một hòn đảo gần vị trí xây đập.. Nhà máy thủy điện của đập Itaipu đã lập kỷ lục thế giới với sản lượng điện 103.098.366(MWh) và vượt qua sản lượng điện của  nhà máy đập Tam Hiệp vào năm 2015 và 2016. Công suất lắp đặt của nhà máy là 14 GW, với 20 tổ máy phát điện.
Trong số hai mươi tổ máy phát điện, 10 tổ máy phát điện ở tần số 50 Hz cung cấp cho Paraguay và 10 tổ máy phát điện ở tần số 60 Hz cung cấp cho Brazil.
Số lượng bê tông để xây con đập này theo ước tính đủ để xây 210 sân vận động và 380 tháp Eiffel. Hiện nay, Itaipu đáp ứng khoảng 15% nhu cầu sử dụng điện tại Brazil và khoảng 75% lượng điện được sử dụng tại Paraguay. Theo thỏa thuận liên doanh, mỗi nước được hưởng 50% sản lượng điện. Tuy nhiên, Paraguay chỉ có nhu cầu sử dụng một phần rất nhỏ và bắt buộc phải bán lượng điện không tiêu thụ hết cho Brazil theo giá sản xuất.

## Kỳ quan hiện đại của thế giới
Năm 1994, Hiệp hội kỹ sư dân dụng Mỹ đã bầu chọn đập Itaipu là một trong bảy kỳ quan hiện đại của thế giới..

## Số liệu thống kê
| Năm  | Số Tổ Máy | TWh       |
| ---- | --------- | --------- |
| 1984 | 0 - 2     | 2.770     |
| 1985 | 3         | 6.327     |
| 1986 | 6         | 21.853    |
| 1987 | 9         | 35,807    |
| 1988 | 12        | 38.508    |
| 1989 | 15        | 47.230    |
| 1990 | 16        | 53.090    |
| 1991 | 18        | 57,517    |
| 1992 | 18        | 52.268    |
| 1993 | 18        | 59,997    |
| 1994 | 18        | 69.394    |
| 1995 | 18        | 77.212    |
| 1996 | 18        | 81.654    |
| 1997 | 18        | 89.237    |
| 1998 | 18        | 87.845    |
| 1999 | 18        | 90,001    |
| 2000 | 18        | 93.428    |
| 2001 | 18        | 79.300    |
| 2004 | 18        | 89.911    |
| 2005 | 18        | 87.971    |
| 2006 | 19        | 92.690    |
| 2007 | 20        | 90.620    |
| 2008 | 20        | 94.684    |
| 2009 | 20        | 91.652    |
| 2010 | 20        | 85.970    |
| 2011 | 20        | 92.246    |
| 2012 | 20        | 98.287    |
| 2013 | 20        | 98.630    |
| 2014 | 20        | 87,8      |
| 2015 | 20        | 89,2      |
| 2016 | 20        | 103.1     |
| 2017 | 20        | 96.387    |
| Tổng | 20        | 2.512.168 |